# Piló (de capolar)

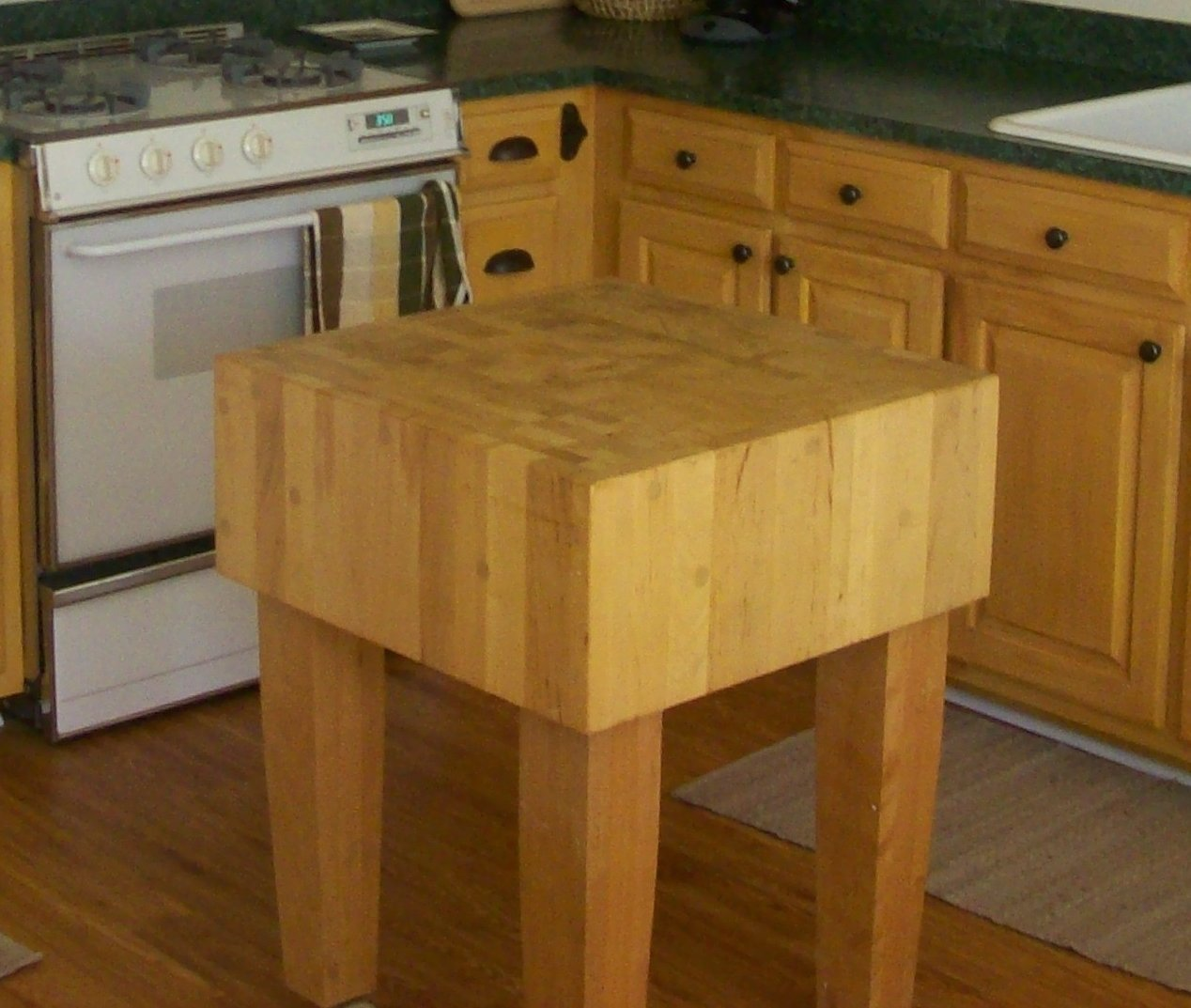
Piló de carnisser a una cuina americana moderna

Un piló o soc és un tros de fusta, de soca, força gros i sovint tallat al quadrat, encara que es pugui de vegades trobar amb formes cilíndriques, amb els dos caps paral·lels. Posat a terra o damunt tres o quatre petges, serveix per a capolar-hi o tallar-hi quelcom. S'utilitzava sovint a les carnisseries i al segle XXI també a les llars. El piló serveix sovint de suport. Era, per exemple, utilitzat com a reposacap al temps de la guillotina. És igualment una superfície plana utilitzada en cuina per a capolar carn. Pot també ser de ferro i servir al ferrador, al sabater.
El piló de carnisser és una eina de treball destinada a tallar la carn en carnisseria. També s'utilitza a les cuines domèstiques com a pla de treball i de preparació. Un soc és constituït d'un assemblatge de peces de fusta el fil de les quals és orientat verticalment, a una extremitat. S'entén per extremitat, la part visible del dalt de la fibra on es dibuixen les ulleres de creixement de l'arbre. L'essència de la fusta comunament emprada és el carpí, la densitat del qual és una de les més fortes de les fulluts europeus. Per a garantir la soliditat i la durabilitat de l'assemblatge, els fabricants reforcen els seus pilons amb tirants d'acer i escaires disposats a cada angle. Un soc de carnisser sol fer-se amb l'ajuda d'un rascador. Aquesta eina derivada de l'ebenisteria i de l'escultura de la fusta, s'usa per a rascar la superfície de la fusta.